# Xeuilley
Xeuilley is een gemeente in het Franse departement Meurthe-et-Moselle (regio Grand Est) en telt 755 inwoners (1999). De plaats maakt deel uit van het arrondissement Nancy.

## Geografie
De oppervlakte van Xeuilley bedraagt 7,3 km², de bevolkingsdichtheid is 103,4 inwoners per km².
De onderstaande kaart toont de ligging van Xeuilley met de belangrijkste infrastructuur en aangrenzende gemeenten.

## Demografie
Onderstaande figuur toont het verloop van het inwonertal (bron: INSEE-tellingen).